# Cục Pháp chế và cải cách hành chính, tư pháp, Bộ Công an (Việt Nam)
Cục Pháp chế và cải cách hành chính, tư pháp (V03)  trực thuộc Bộ Công an Việt Nam là cơ quan đầu ngành giúp Bộ trưởng quản lý, điều hành về công tác Pháp chế, cải cách thủ tục hành chính và tư pháp.

## Lược sử
- Ngày 27 tháng 10 năm 1975, thành lập Vụ Pháp chế trực thuộc Bộ Công an.
- Ngày 25 tháng 3 năm 2014, Vụ Pháp chế đổi tên thành Cục Pháp chế và cải cách hành chính, tư pháp.[3]

## Tổ chức
- Phòng Pháp luật hình sự và cải cách tư pháp[4]
- Phòng Pháp luật hành chính, kinh tế, dân sự[4]
- Phòng Pháp luật quốc tế và điều ước quốc tế[5]
- Phòng Nghiệp vụ 2[6]

## Khen thưởng
- Huân chương Quân công hạng Ba
- Huân chương Chiến công hạng Nhì
- Huân chương Chiến công hạng Nhất

## Lãnh đạo hiện nay
- Cục trưởng: Thiếu tướng, Phó Giáo sư, Tiến sĩ Phạm Công Nguyên
- Phó Cục trưởng:

1. Thiếu tướng, TS Vũ Ngọc Hùng[7]
2. Thiếu tướng, Phó Giáo sư, Tiến sĩ Trần Nguyên Quân
3. Đại tá Ngô Đức Thắng[8]
4. Đại tá Nguyễn Thị Quế Thu
5. Trung tá Đào Anh Tới

## Lãnh đạo qua các thời kỳ

### Cục trưởng
- Trung tướng, Giáo sư, Tiến sĩ Nguyễn Ngọc Anh, từ 9.2014–7.2020[9]
- Đại tá Vũ Huy Khánh, từ 7.2020–12.2020 (Phó Cục trưởng phụ trách)[10]
- Thiếu tướng, Phó Giáo sư, Tiến sĩ Phạm Công Nguyên từ 12.2020–3.2021[11] và từ 7.2021–nay[12]
- Thiếu tướng Tô Văn Huệ, từ 3.2021–7.2021[12]

### Phó Cục trưởng
- Đại tá Nguyễn Xuân Toản, từ 12.2014–10.2019

- Đại tá Trần Thế Quân, từ 5.2015–2.2017

- Đại tá Nguyễn Thị Xuân, từ 11.2019–4.2020

- Đại tá Vũ Ngọc Hùng, từ 10.2019–nay